# Museu de Ningbo
El Museu de Ningbo (xinès simplificat: 宁波博物馆), també conegut com a Museu de Yinzhou (xinés: 鄞州博物馆), és un museu situat a la ciutat de Ningbo, a la Província de Zhejiang, República Popular de la Xina. Està situat en el Districte de Yinzhou i va ser inaugurat el 5 de desembre de 2008. El museu se centra en la història i els costums tradicionals de la zona de Ningbo.
Va ser dissenyat per l'arquitecte Wang Shu, que va guanyar l'any 2012 el Premi Pritzker. El concepte del disseny és una combinació de muntanyes, aigües i l'oceà, perquè el mar de la Xina Oriental ha exercit un paper important en la història de Ningbo. S'integren en el disseny característiques de les residències de Jiangnan mitjançant decoracions de taulells antics i bambú. El Museu de Ningbo va guanyar el Premi Lu Ban el 2009, el màxim premi d'arquitectura de la Xina.

## Arquitectura

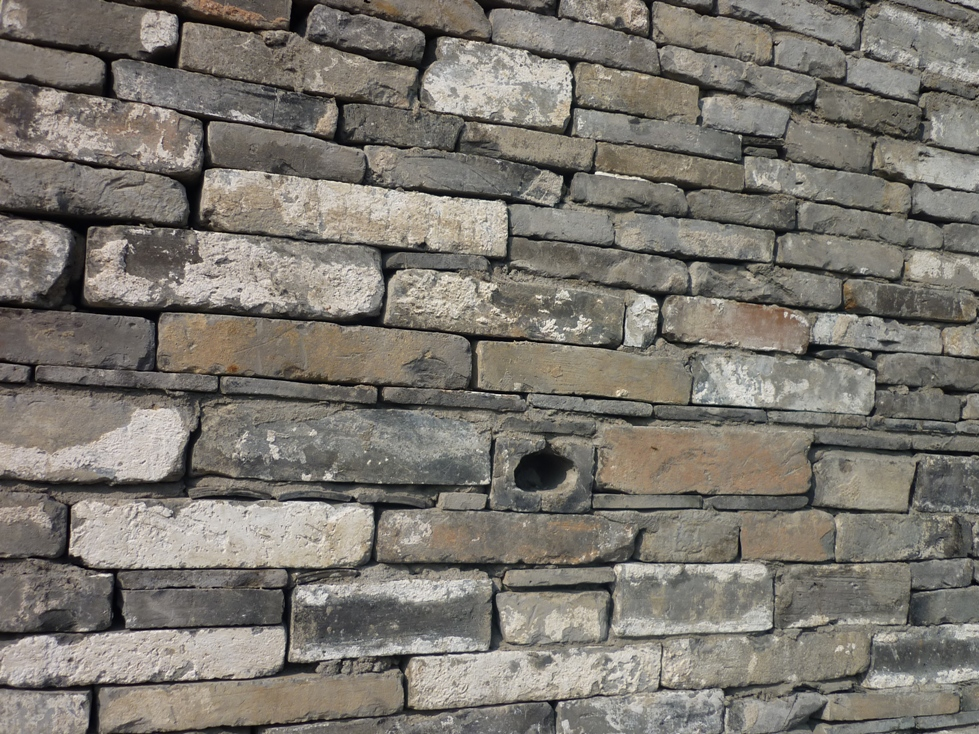
Detall de la paret, feta de taulells antics.

L'edifici va ser dissenyat per Wang Shu, el primer arquitecte xinès que va guanyar el Premi Pritzker. El disseny combina els conceptes de muntanyes, aigua i oceans. La primera planta del museu està configurada com un tot, i l'edifici comença a inclinar-se en la segona planta, la qual cosa li dona a l'edifici forma de muntanya i de vaixell. Aquest disseny fa referència a la situació geogràfica de Ningbo així com la importància del comerç marítim en la seva història, fent del museu un símbol de la història i la cultura de la ciutat.
La decoració de la part exterior del museu es fa de dues maneres. Algunes parets estan decorades amb milers de taulells recollits en zones locals. Aquest tipus de decoració era una manera habitual per construir un edifici econòmic en Ningbo a l'antiguitat, quan no s'havia introduït el ciment. Altres parets estan decorades amb bambú cobert amb ciment. Es diu que el Museu de Ningbo va ser el primer museu construït amb grans quantitats de materials usats. El Pavelló Ningbo Tengtou de l'Exposició Universal de Xangai (2010) també va usar una decoració similar.

## Exposicions permanents

### Exposició de la història de Ningbo

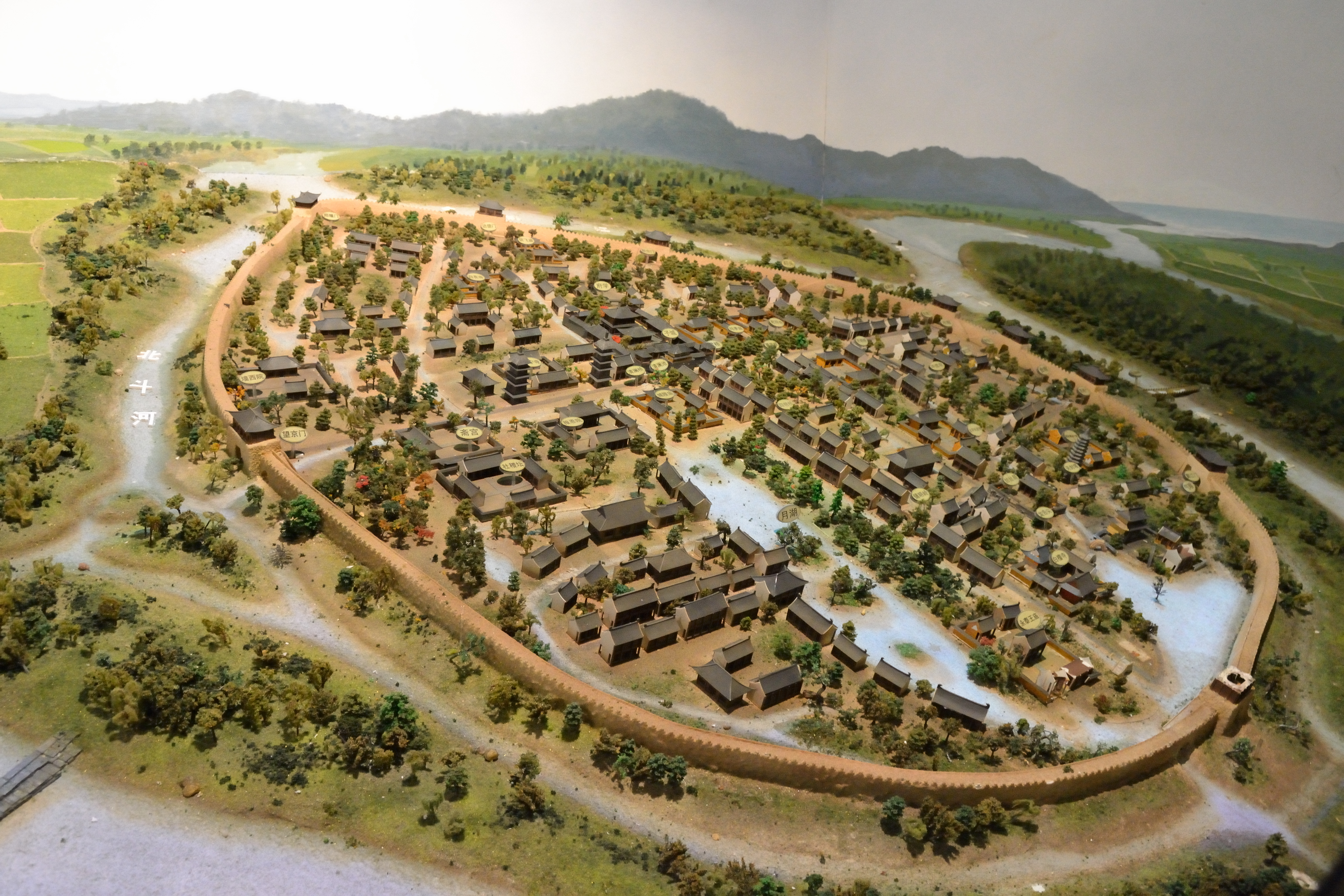
Maqueta de la ciutat de Ningbo durant la dinastia Tang.

Situada a la segona planta, és l'exposició principal del museu, que mostra la història de Ningbo des de la cultura de Hemudu fins a la República de la Xina. Els relats principals són sobre les cultures antigues, l'expansió de la ciutat, el comerç d'ultramar, el desenvolupament dels acadèmics de l'est de Zhejiang i el Ningbo Commercial Group. S'exposen grans quantitats d'objectes, fotografies històriques i maquetes.

### Exposició dels costums de Ningbo

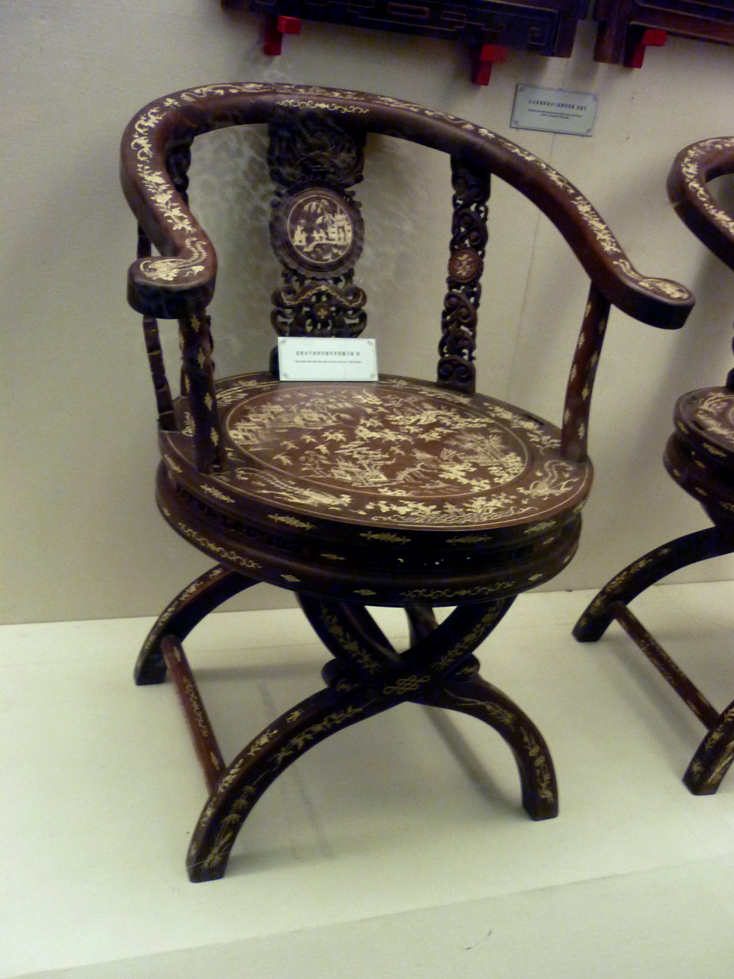
Cadira tallada amb ossos d'animals incrustats, relizada a Ningbo durant la dinastia Qing.

Aquesta exposició se situa a la tercera planta del museu. S'empren models de cera i maquetes d'edificis juntament amb tècniques electròniques modernes per recrear un carrer comercial tradicional de Ningbo. També s'exhibeix el patrimoni cultural intangible de la ciutat.

### Exposició de l'art del bambú
Aquesta exposició se situa a la tercera planta del museu, que mostra antics objectes de bambú donats per Qin Bingnian, fill del col·leccionista, Qin Kangxiang.